# Cryptocercus
Cryptocercus é um género de insectos da família Cryptocercidae, da qual é o único membro. As espécies são conhecidas como baratas-da-madeira. Vivem em e alimentam-se da madeira de troncos de árvores das florestas da América do Norte e Ásia.
Este género é notável por partilhar numerosas características com as térmitas e vários estudos filogenéticos indicaram que as térmites evoluíram a partir de um ancestral comum com o Cryptocercus.
Apesar de ainda não haja uma forma definitiva para a árvore genealógica destes insectos, há a tendência de agrupar as baratas, as térmites e os louva-a-deus num clade chamado Dictyoptera, por vezes considerado superordem.